# M/S Fragancia
M/S Fragancia är en av Färjerederiets vägfärjor som sedan har varit på många färjeleder
- 1971 Insatt på Vaxholmsleden
- 1982: Ombyggd, maskineri byts ut, färjan förlängs och ny styrhytt monteras
- 1983: Insatt på Ljusteröleden
- 1984: Insatt på Furusundsleden
- 1988-1992: Insatt som reservfärja på Ljusteröleden
- 1993: Ombyggd med ny styrhytt av Alandia Yards, Mariehamn, Finland
- 1995-2005 var Fragancia insatt som reservfärja på Ljusteröleden och Furusundsleden
- 2006- Insatt på Oxdjupsleden
- 2014: Reparation och maskinbyte i Oskarshamn 2014.

## Bilder

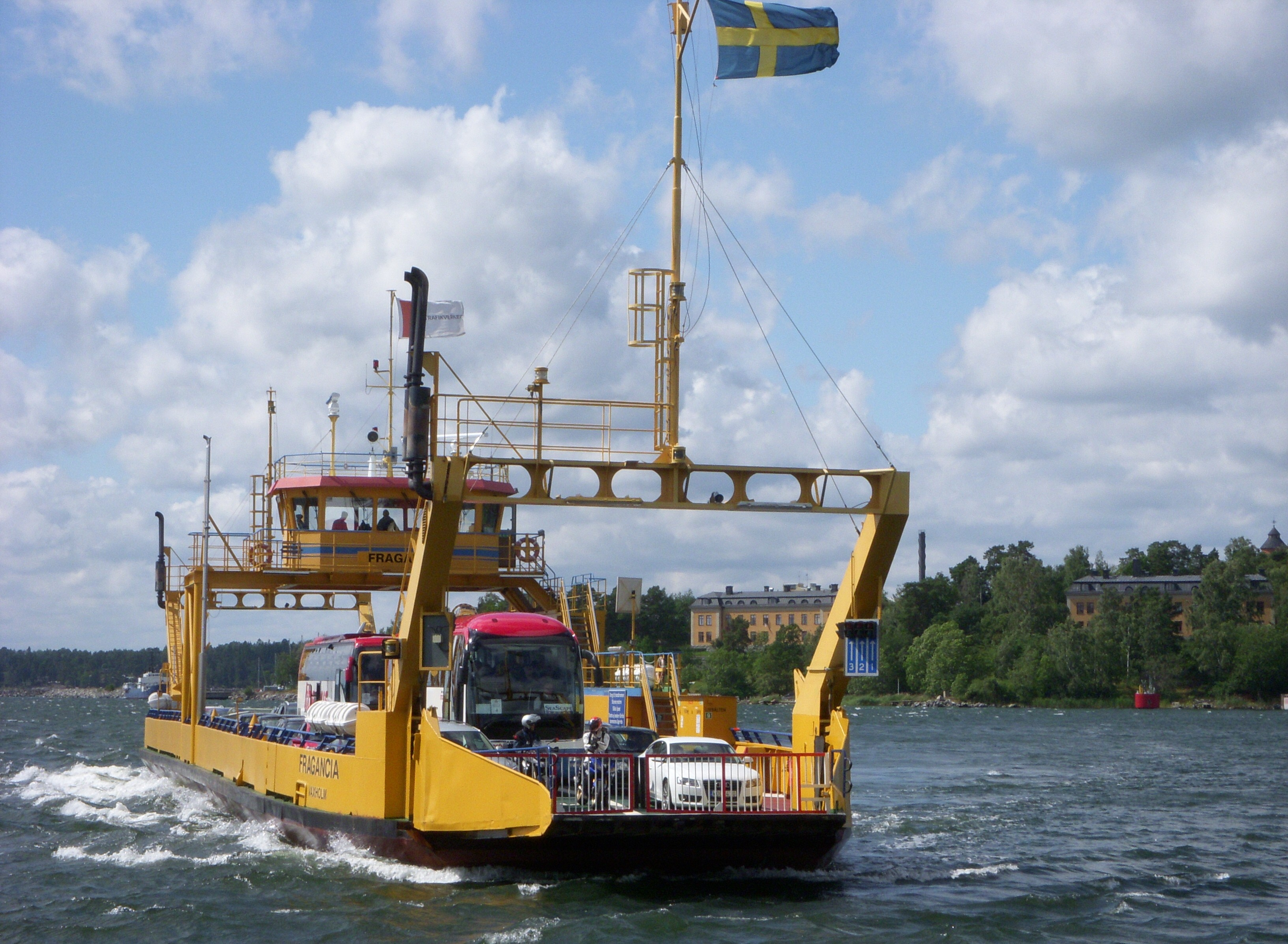
Fragancia på Oxdjupet
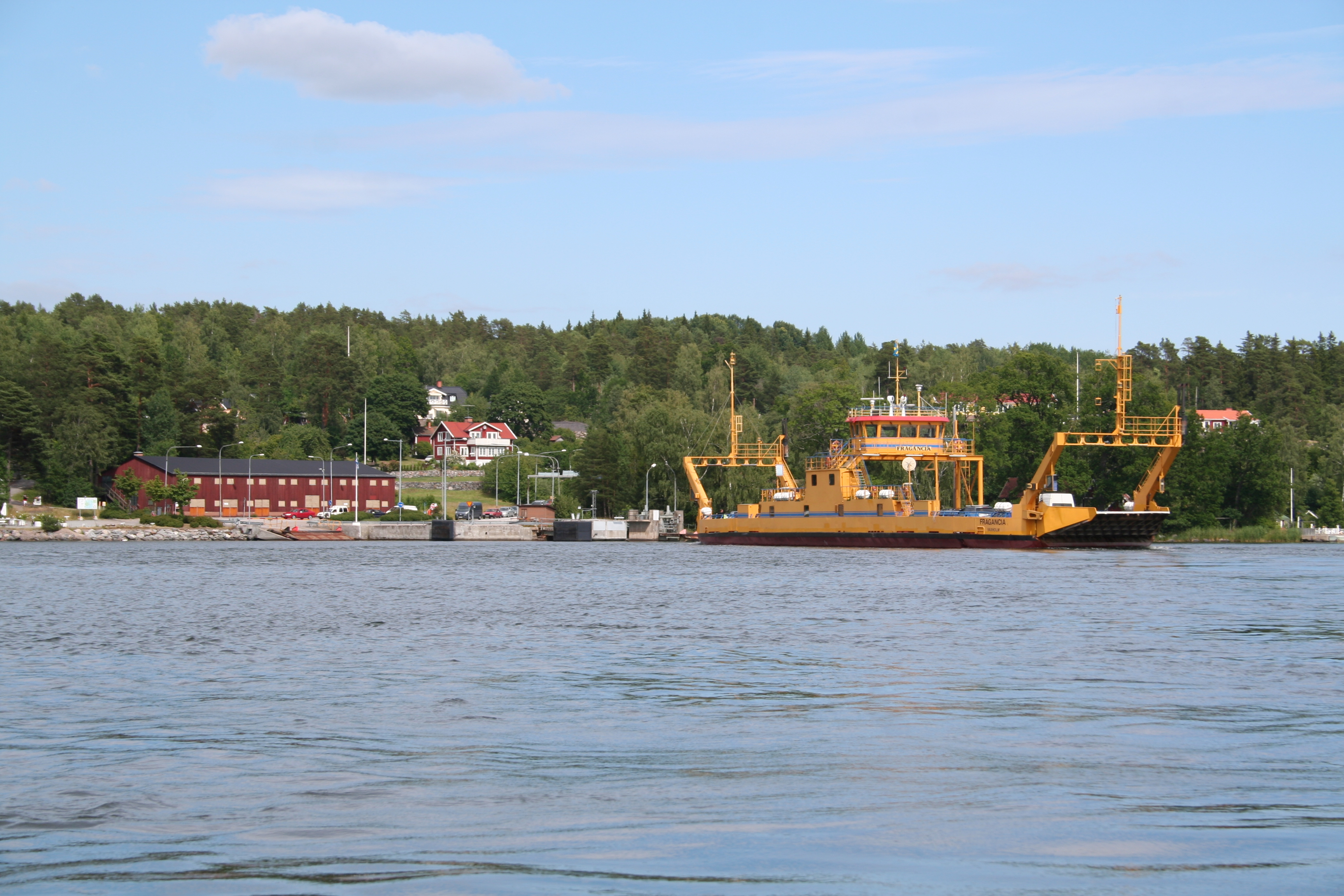
Fragencia vid Stenslätten
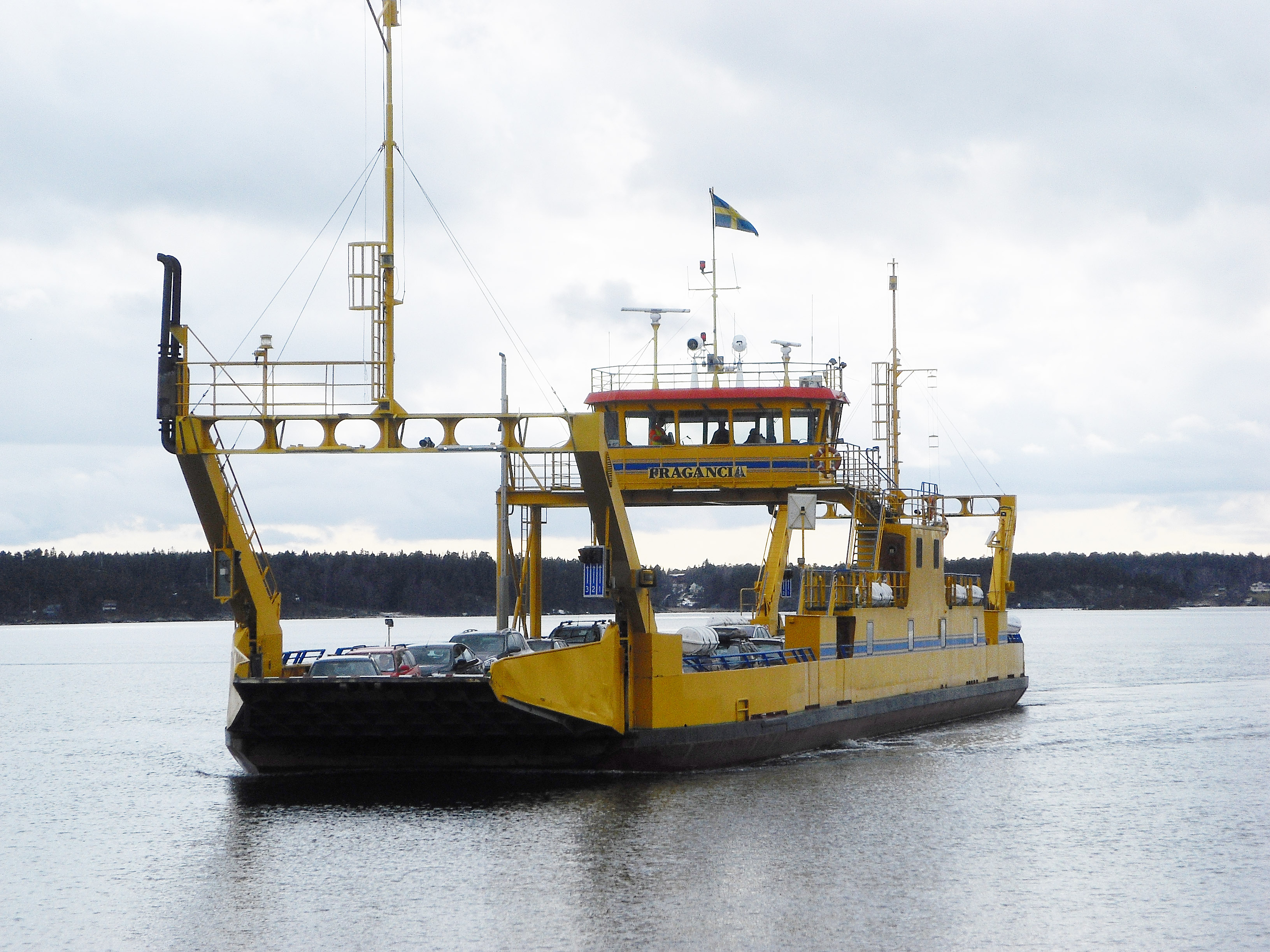
Fragancia på Oxdjupet
- Fragancia på Oxdjupsleden, video